# Алијакмонас
Алијакмонас (грч. Αλιάκμονας) је насељено место у општини Горуша у периферији Западна Македонија, Грчка. Према попису из 2021. године било је 126 становника.
Према бугарском географу и историчару, Василу Канчову, у Алијакмонасу је 1900. године живело 375 Грка. Алијакмонас се налази у области Населица, која је некада била насељена словенским становништвом које је касније хеленизовано. Село се раније звало Вратин.